# 12409 Bukovanská
12409 Bukovanská è un asteroide della fascia principale. Scoperto nel 1995, presenta un'orbita caratterizzata da un semiasse maggiore pari a 2,4260554 UA e da un'eccentricità di 0,1809202, inclinata di 0,61805° rispetto all'eclittica.